# Chalcidoptera appensalis
Chalcidoptera appensalis is een vlinder uit de familie van de grasmotten (Crambidae). De wetenschappelijke naam van deze soort is voor het eerst gepubliceerd in 1884 door Pieter Snellen.
De soort komt voor in Togo, Kameroen, Congo-Kinshasa, Tanzania, Zambia, India, Sri Lanka, Indonesië (Java, Sulawesi) en Myanmar.